# یوهان اشنایدر-آمان
یوهان اشنایدر-آمان (انگلیسی: Johann Schneider-Ammann؛ زادهٔ ۱۸ فوریهٔ ۱۹۵۲) یک تاجر و سیاستمدار اهل سوئیس است که در سال ۲۰۱۶ ریاست جمهوری سوییس را بر عهده داشت.
او در سال ۱۹۷۷ با مدرک مهندسی برق از انستیتو تکنولوژی فدرال زوریخ و ام بی ای از اینسید در فرانسه در سال ۱۹۸۳ فارغ‌التحصیل شد.

## سفر به ایران
او در ۸ اسفند ۱۳۹۴ به ایران سفر کرد و با علی خامنه‌ای، حسن روحانی و علی لاریجانی دیدار کرد.
وی همچنین در روز ۹ اسفند نیز در دانشگاه تهران سخنرانی ای با موضوع «درسهایی از مدل اقتصادی سوئیس» انجام داد.